# Golden Horse Film Festival and Awards
Les Golden Horse Film Festival and Awards (en chinois traditionnel : 臺北金馬影展) sont des récompenses de cinéma taïwanaises décernées depuis 1962, associées depuis 1980 à un festival sans compétition. Les Golden Horse Awards récompensent les films d’expression chinoise, qu’ils viennent de Taïwan, d'autres territoires sinophones (Hong Kong, Singapour, etc.) et depuis 1996 de Chine continentale.

## Catégories de récompenses
- Meilleur film
- Meilleur réalisateur
- Meilleure actrice
- Meilleur acteur
- Meilleur acteur dans un second rôle
- Meilleure actrice dans un second rôle
- Meilleur espoir
- Meilleur scénario original
- Meilleur scénario adapté
- Meilleure photographie
- Meilleurs effets visuels
- Meilleurs décors
- Meilleurs costumes et maquillages
- Meilleure chorégraphie des combats
- Meilleure musique originale
- Meilleur montage
- Meilleurs effets sonores

## Controverse
À la suite d'un discours de remise de prix de la réalisatrice taiwanaise Fu Yue (傅榆) en faveur de l'indépendance de Taïwan lors de la cérémonie de remise des prix de la 55e édition en 2018, les citoyens chinois invités aux prochaines éditions ont interdiction de s'y rendre. La retransmission de la cérémonie en Chine continentale a été brusquement interrompue après la déclaration de Fu Yue.